# Вітаутас Мішкініс
Вітаутас Мішкініс (лит. Vytautas Miškinis; нар. 5 червня 1954, Вільнюс) – литовський композитор та професор, з 1985 року – хоровий директор Литовської академії музики та театру. Також працював художнім директором молодіжного хору «Ąžuoliukas».

## Творчість
Вітаутас Мішкініс розпочав свою музичну кар'єру в хорі «Ąžuoliukas» у семирічному віці, будучи вокалістом, та продовжив свою діяльність у колективі з двадцяти п'яти років, вже займаючи посаду художнього директора. Всі досягнення хору з 1979 року колектив завдячує керівництву Мішкініса. 
Протягом кількох років Мішкініс диригував державним хором та вокальним ансамблем музичного музею. Разом з цими хорома він отримував престижні нагороди на численних національних та міжнародних конкурсах: у Марктобердорфі, Горіції, Варні, Мариборі, Тампере, Майнгаузені, Нанті. На даний час Мішкініс є художнім керівником та головним диригентом загальнолитовського хорового фестивалю. 
Вітаутас Мішкініс диригував хорові виступи та давав лекції в Австрії, Бельгії, Білорусі, Греції, Данії, Естонії, Іспанії, Італії, Канаді, Латвії, Німеччині, Нідерландах, Норвегії, Польщі, Росії, Словенії, Сполучених Штатах Америки, Угорщині, Україні, Фінляндії, Франції, Швеції, Швейцарії, Чехії та Японії.
Мішкініс працював членом журі на міжнародних хорових конкурсах та конкурсах хорової композиції у Толосі (Іспанія); Варні (Болгарія); Марктобердорфі та Бохумі (Німеччина); Неерпелті, Кортрейку та Алсті (Бельгія); Мариборі та Любляні (Словенія); Таллінні та Тарту (Естонія); Ризі (Латвія); Будапешті та Дебрецені (Угорщина); Ареццо (Італія); на Всесвітніх хорових іграх у Лінці (Австрія) 2000, Пусані (Корея) 2002, Бремені (Німеччина) 2004, Сямені (Китай) 2006, Ґраці (Австрія) 2008 та Шаосіні (Китай) 2002; у культурному центрі у Манілі (Філіппіни) 2009; Сувалках (Польща) 2009; Берґені (Норвегія); По та Турі (Франція); Невшателі (Швейцарія) та Майнгаузені (Німеччина) 2001. 
Станом на 2019 рік Мішкініс написав та записав на студіях звукозапису більше ніж 700 творів як на релігійну, так і на світську тематику. В США він написав твори для хору Луїсвілльського університету та для чоловічого хору «Золоті Ворота» у Сан-Франциско, Каліфорнія. Ці хорові твори були видані у Литві, Франції, Німеччині, Словенії, Італії, Іспанії, Японії та США.